# Suberitida
Ordre
Synonymes
- Suberitidae Schmidt, 1870 (préféré par BioLib)[2]

Les Suberitida sont un ordre d'éponges marines. L'utilisation taxinomique de cet ordre résulte de la nouvelle classification au sein des Demospongiae mise en place par Morrow et Cárdenas et adoptée en 2015.

## Liste des familles
Selon World Register of Marine Species (3 novembre 2020) :
- famille Halichondriidae Gray, 1867
- famille Stylocordylidae Topsent, 1892
- famille Suberitidae Schmidt, 1870